# 인증 기관
암호학에서 인증 기관(Certificate Authority, CA)은 다른 곳에서 사용하기 위한 디지털 인증서를 발급하는 하나의 단위이다. 인증 기관은 많은 공개 키 기반구조( PKI, public key infrastructure)에 설명되어 있다.
이러한 서비스로 요금을 부과하는 상업 목적의 인증 기관들이 많이 있으며, 공익 단체나 정부들도 저만의 인증 기관을 가지고 있으며 무료 인증 기관들도 있다. 기업이나 단체별로 운영하는 인증 기관도 있는데, 이 경우 사설 인증기관으로 분류하기도 한다.

## 인증서 발급
- 인증 기관은 공개키 인증서를 발급하며, 이 인증서는 해당 공개 키가 특정 개인이나 단체, 서버에 속해 있음을 증명한다. 인증 기관의 의무는 인증서에 대한 정보를 사용자에게 확인시켜 주는 것이다.
- 인증 기관을 국가 기밀의 정가 보관됨 2012-05-29 - archive.today

## 제공자
| 순위 | 발행자            | 사용률 | 시장 점유율 |
| ---- | ----------------- | ------ | ----------- |
| 1    | 코모도            | 6.1%   | 41.0%       |
| 2    | 시만텍            | 5%     | 30.2%       |
| 3    | 고 대디           | 2.2%   | 13.3%       |
| 4    | 글로벌사인        | 1.7%   | 10.4%       |
| 5    | DigiCert          | 0.5%   | 3.1%        |
| 6    | StartCom          | 0.4%   | 2.2%        |
| 7    | Entrust           | 0.1%   | 0.8%        |
| 8    | 버라이즌          | 0.1%   | 0.7%        |
| 9    | Trustwave         | 0.1%   | 0.6%        |
| 10   | 세콤              | 0.1%   | 0.6%        |
| 11   | Unizeto           | 0.1%   | 0.4%        |
| 12   | Buypass           | 0.1%   | 0.1%        |
| 13   | QuoVadis          | < 0.1% | 0.1%        |
| 14   | 도이체 텔레콤     | < 0.1% | 0.1%        |
| 15   | 네트워크 솔루션스 | < 0.1% | 0.1%        |
| 16   | SwissSign         | < 0.1% | 0.1%        |

2017년 11월의 W3Techs 조사는 다음을 보여준다:
| 순위 | 발행자        | 사용률 | 시장 점유율 |
| ---- | ------------- | ------ | ----------- |
| 1    | 코모도        | 16.7%  | 38.4%       |
| 2    | IdenTrust     | 13.9%  | 32.0%       |
| 3    | 시만텍        | 5.6%   | 12.9%       |
| 4    | 고 대디       | 3.3%   | 7.5%        |
| 5    | 글로벌사인    | 1.9%   | 4.5%        |
| 6    | DigiCert      | 1.0%   | 2.2%        |
| 7    | Certum        | 0.3%   | 0.7%        |
| 8    | Entrust       | 0.2%   | 0.4%        |
| 9    | 세콤          | 0.1%   | 0.3%        |
| 10   | Actalis       | 0.1%   | 0.3%        |
| 11   | Trustwave     | 0.1%   | 0.2%        |
| 12   | Let's Encrypt | 0.1%   | 0.2%        |
| 13   | StartCom      | 0.1%   | 0.2%        |
| 14   | WISeKey Group | < 0.1% | 0.1%        |

## 소프트웨어
인증 기관을 운영하기 위한 다양한 소프트웨어의 이용이 가능하다. 일반적으로 이러한 소프트웨어는 인증서 서명, 폐지(철회) 정보 유지, OCSP 또는 CRL 서비스 운영에 필수적이다. 그 예는 다음과 같다:
- DogTag[2]
- EJBCA
- gnoMint
- OpenCA
- OpenSSL
- EasyRSA
- r509[3]
- TinyCA
- XCA[4]
- XiPKI,[5] CA, OCSP 응답자.
- Boulder[6]
- 윈도우 서버에는 디지털 인증서 작성을 위해 인증서 서비스의 일부로서 CA를 포함하고 있다.
- OpenXPKI

## 같이 보기
- 공인인증서
- X.509